# بلوزداد
بلوزداد (به عربی: بلوزداد) یک شهرداری در الجزایر است که در استان الجزیره واقع شده‌است. بلوزداد ۴۴٬۰۵۰ نفر جمعیت دارد.